# Abdelkader Bedrane
Abdelkader Bedrane, né le 2 avril 1992 à Blida, est un footballeur international algérien évoluant au poste de défenseur central à Damac FC.

## Biographie
Défenseur central, il joue son premier match en senior le 6 novembre 2012, lors d'une rencontre de deuxième division face au club de l'USM Annaba sous la direction de Nasreddine Akli.Lors de ce match, il dispute 7 minutes de jeu. Le 8 mars 2013, il est titularisé pour la première fois en championnat de L2 face au l'Olympique de Médéa et   Kamel Bouhellal comme entraîneur.
Abdelkader Bedrane joue son premier match en Ligue 1 algérienne le 22 août 2015, à l'occasion d'une rencontre face à l'USM El Harrach. Il remplace Mustapha Melika à la 71e minute de jeu. Le 29 août, il est titularisé pour la première fois en championnat de L1 face au DRB Tadjenanet.
Le 13 juin 2016, Bedrane signe un contrat de trois ans avec l'ES Sétif.
Le 1er juillet 2019, Bedrane signe un contrat de quatre ans avec l'ES Tunis.
Le 28 juin 2022, il s'engage avec Damac FC. 

### Carrière internationale
Ses performances en championnat attirent l'attention de Lucas Alcaraz, le sélectionneur espagnol de l'équipe nationale d'Algérie qui le sélectionne le 1er octobre 2017[réf. souhaitée].
Le 27 décembre 2018, il honore sa première sélection lors d'un match amical contre le Qatar (victoire 0-1).

## Statistiques

### En club
| Saison                | Club                  | Championnat           | Championnat | Championnat | Championnat | Coupe(s) nationale(s) | Coupe(s) nationale(s) | Coupe(s) nationale(s) | Supercoupe | Supercoupe | Supercoupe | Compétition(s) continentale(s) | Compétition(s) continentale(s) | Compétition(s) continentale(s) | Compétition(s) continentale(s) | Autres compétitions | Autres compétitions | Autres compétitions | Autres compétitions | Total | Total | Total |
| Saison                | Club                  | Division              | M.          | B.          | P.d.        | M.                    | B.                    | P.d.                  | M.         | B.         | P.d.       | Comp.                          | M.                             | B.                             | P.d.                           | Comp.               | M.                  | B.                  | P.d.                | M.    | B.    | P.d.  |
| 2012-2013             | USM Blida             | Ligue 2               | 9           | 0           | 0           | -                     | -                     | -                     | -          | -          | -          | -                              | -                              | -                              | -                              | -                   | -                   | -                   | -                   | 9     | 0     | 0     |
| 2013-2014             | USM Blida             | Ligue 2               | 27          | 2           | 0           | 2                     | 0                     | 0                     | -          | -          | -          | -                              | -                              | -                              | -                              | -                   | -                   | -                   | -                   | 29    | 2     | 0     |
| 2014-2015             | USM Blida             | Ligue 2               | 28          | 2           | 0           | 3                     | 1                     | 0                     | -          | -          | -          | -                              | -                              | -                              | -                              | -                   | -                   | -                   | -                   | 31    | 3     | 0     |
| 2015-2016             | USM Blida             | Ligue 1               | 29          | 3           | 0           | 2                     | 0                     | 0                     | -          | -          | -          | -                              | -                              | -                              | -                              | -                   | -                   | -                   | -                   | 31    | 3     | 0     |
| Sous-total            | Sous-total            | Sous-total            | 93          | 7           | 0           | 7                     | 1                     | 0                     | -          | -          | -          | -                              | -                              | -                              | -                              | -                   | -                   | -                   | -                   | 100   | 8     | 0     |
| 2016-2017             | ES Sétif              | Ligue 1               | 26          | 2           | 0           | 5                     | 2                     | 0                     | -          | -          | -          | -                              | -                              | -                              | -                              | -                   | -                   | -                   | -                   | 31    | 4     | 0     |
| 2017-2018             | ES Sétif              | Ligue 1               | 20          | 1           | 0           | 2                     | 0                     | 0                     | 1          | 0          | 0          | CAF                            | 11                             | 1                              | 0                              | -                   | -                   | -                   | -                   | 34    | 2     | 0     |
| 2018-2019             | ES Sétif              | Ligue 1               | 20          | 1           | 0           | 5                     | 2                     | 0                     | -          | -          | -          | -                              | -                              | -                              | -                              | -                   | -                   | -                   | -                   | 25    | 3     | 0     |
| Sous-total            | Sous-total            | Sous-total            | 66          | 4           | 0           | 12                    | 4                     | 0                     | 1          | 0          | 0          | -                              | 11                             | 1                              | 0                              | -                   | -                   | -                   | -                   | 90    | 9     | 0     |
| 2019-2020             | ES Tunis              | Ligue 1 Pro           | 15          | 1           | 0           | 4                     | 0                     | 0                     | -          | -          | -          | CAF                            | 8                              | 0                              | 0                              | CMC+UAFA            | 2+4                 | 0+1                 | 0                   | 33    | 2     | 0     |
| 2020-2021             | ES Tunis              | Ligue 1 Pro           | 16          | 2           | 1           | 1                     | 0                     | 0                     | -          | -          | -          | CAF                            | 12                             | 0                              | 0                              | -                   | -                   | -                   | -                   | 29    | 2     | 1     |
| 2021-2022             | ES Tunis              | Ligue 1 Pro           | 13          | 0           | 0           | -                     | -                     | -                     | 1          | 0          | 0          | CAF                            | 7                              | 1                              | 0                              | -                   | -                   | -                   | -                   | 21    | 1     | 0     |
| Sous-total            | Sous-total            | Sous-total            | 44          | 3           | 1           | 5                     | 0                     | 0                     | 1          | 0          | 0          | -                              | 27                             | 1                              | 0                              | -                   | 6                   | 1                   | 0                   | 83    | 5     | 1     |
| 2022-2023             | Damac FC              | Saudi Pro League      | 20          | 1           | 0           | -                     | -                     | -                     | -          | -          | -          | -                              | -                              | -                              | -                              | -                   | -                   | -                   | -                   | 20    | 1     | 0     |
| 2023-2024             | Damac FC              | Saudi Pro League      | 27          | 1           | 1           | -                     | -                     | -                     | -          | -          | -          | -                              | -                              | -                              | -                              | -                   | -                   | -                   | -                   | 27    | 1     | 1     |
| 2024-2025             | Damac FC              | Saudi Pro League      | 31          | 0           | 2           | 1                     | 0                     | 0                     | -          | -          | -          | -                              | -                              | -                              | -                              | -                   | -                   | -                   | -                   | 32    | 0     | 2     |
| 2025-2026             | Damac FC              | Saudi Pro League      | -           | -           | -           | -                     | -                     | -                     | -          | -          | -          | -                              | -                              | -                              | -                              | -                   | -                   | -                   | -                   | 0     | 0     | 0     |
| Sous-total            | Sous-total            | Sous-total            | 78          | 2           | 3           | 1                     | 0                     | 0                     | -          | -          | -          | -                              | -                              | -                              | -                              | -                   | -                   | -                   | -                   | 79    | 2     | 3     |
| Total sur la carrière | Total sur la carrière | Total sur la carrière | 281         | 16          | 4           | 25                    | 5                     | 0                     | 2          | 0          | 0          | -                              | 38                             | 2                              | 0                              | -                   | 6                   | 1                   | 0                   | 352   | 24    | 4     |

### En sélection nationale
| Saison                | Sélection             | Phases finales              | Phases finales | Phases finales | Phases finales | Éliminatoires CDM | Éliminatoires CDM | Éliminatoires CDM | Éliminatoires CAN | Éliminatoires CAN | Éliminatoires CAN | Matchs amicaux | Matchs amicaux | Matchs amicaux | Total | Total | Total |
| Saison                | Sélection             | Compétition                 | M              | B              | Pd             | M                 | B                 | Pd                | M                 | B                 | Pd                | M              | B              | Pd             | M     | B     | Pd    |
| --------------------- | --------------------- | --------------------------- | -------------- | -------------- | -------------- | ----------------- | ----------------- | ----------------- | ----------------- | ----------------- | ----------------- | -------------- | -------------- | -------------- | ----- | ----- | ----- |
| 2017-2018             | Algérie               | -                           | -              | -              | -              | 0                 | 0                 | 0                 | -                 | -                 | -                 | -              | -              | -              | 0     | 0     | 0     |
| 2018-2019             | Algérie               | -                           | -              | -              | -              | -                 | -                 | -                 | 0                 | 0                 | 0                 | 1              | 0              | 0              | 1     | 0     | 0     |
| 2020-2021             | Algérie               | -                           | -              | -              | -              | -                 | -                 | -                 | 1                 | 0                 | 0                 | 1              | 0              | 0              | 2     | 0     | 0     |
| 2021-2022             | Algérie               | Coupe arabe 2021 + CAN 2021 | 5+2            | 0              | 0              | 6                 | 0                 | 0                 | 2                 | 0                 | 0                 | 2              | 0              | 0              | 17    | 0     | 0     |
| 2022-2023             | Algérie               | -                           | -              | -              | -              | -                 | -                 | -                 | -                 | -                 | -                 | 1              | 0              | 0              | 1     | 0     | 0     |
| Total sur la carrière | Total sur la carrière | Total sur la carrière       | 7              | 0              | 0              | 6                 | 0                 | 0                 | 3                 | 0                 | 0                 | 5              | 0              | 0              | 21    | 0     | 0     |

### Matchs internationaux
La liste ci-dessous dénombre toutes les rencontres de l'Équipe d'Algérie de football auxquelles Abdelkader Bedrane prend part, du 27 décembre 2018 jusqu'à présent.

## Palmarès

### En club
| USM Blida (1)                     | ES Sétif (2) | ES Tunis (5)                                                                                                 |
| --------------------------------- | --- | --- |
| - Ligue 2 (1) : - Champion : 2015 | - Ligue 1 (1) : - Champion : 2017 - Coupe d'Algérie : - Finaliste : 2017 - Supercoupe d'Algérie (1) : - Vainqueur : 2017 | - Ligue 1 Pro (3) : - Champion : 2020, 2021 et 2022 - Supercoupe de Tunisie (2) : - Vainqueur : 2021 et 2024 |

### En sélection nationale
Avec la sélection algérienne, Abdelkader Bedrane remporte la Coupe arabe de la FIFA 2021.
| Algérie (1)                                      |
| ------------------------------------------------ |
| - Coupe Arabe de la FIFA (1) - Vainqueur en 2021 |